# Pyrgi

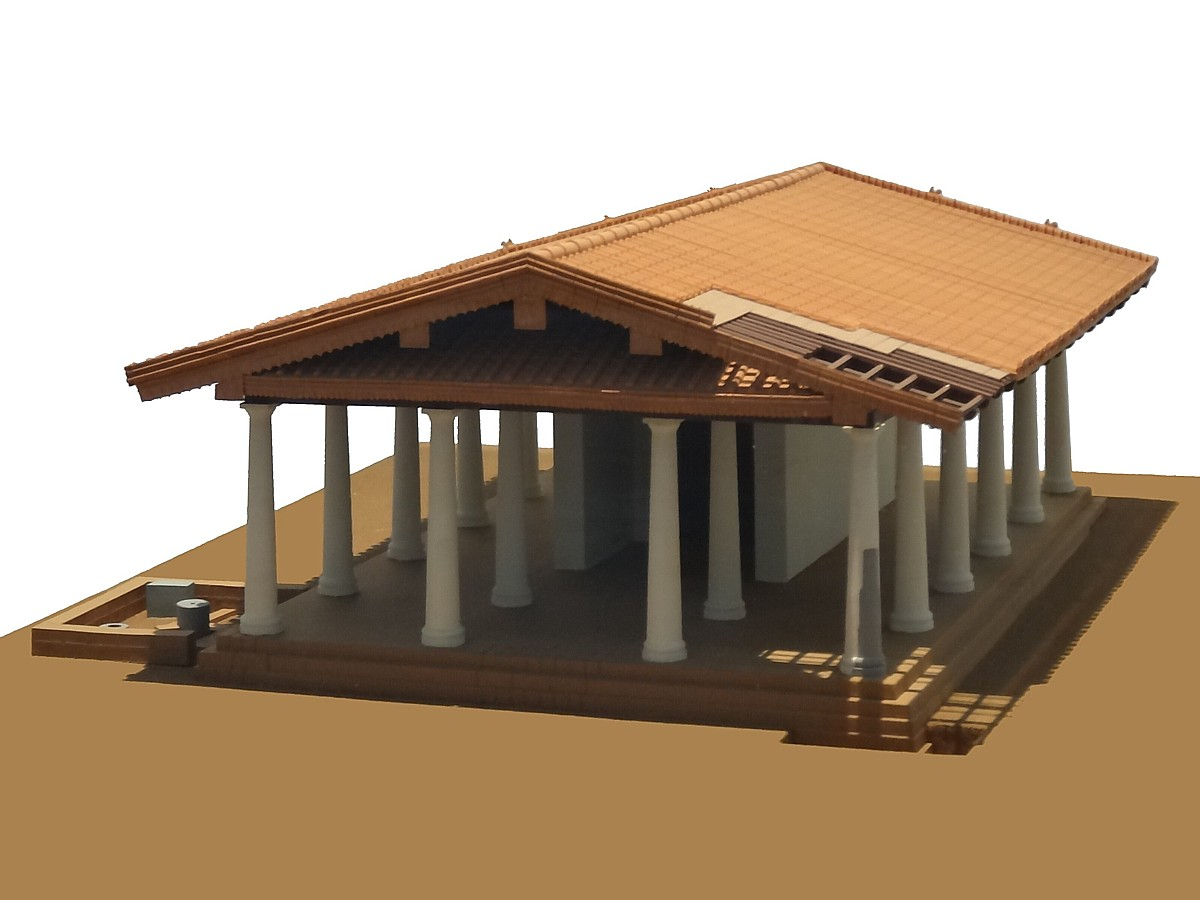
Rekonstruktion des Uni-Astarte-Tempels von Pyrgi

Pyrgi (griech. Πύργοι) war der wichtigste Hafen und das Emporion der etruskischen Stadt Caere, nördlich von Rom. Das Ausgrabungsgelände liegt bei Santa Severa auf dem Gebiet der Gemeinde Santa Marinella.

## Geschichte

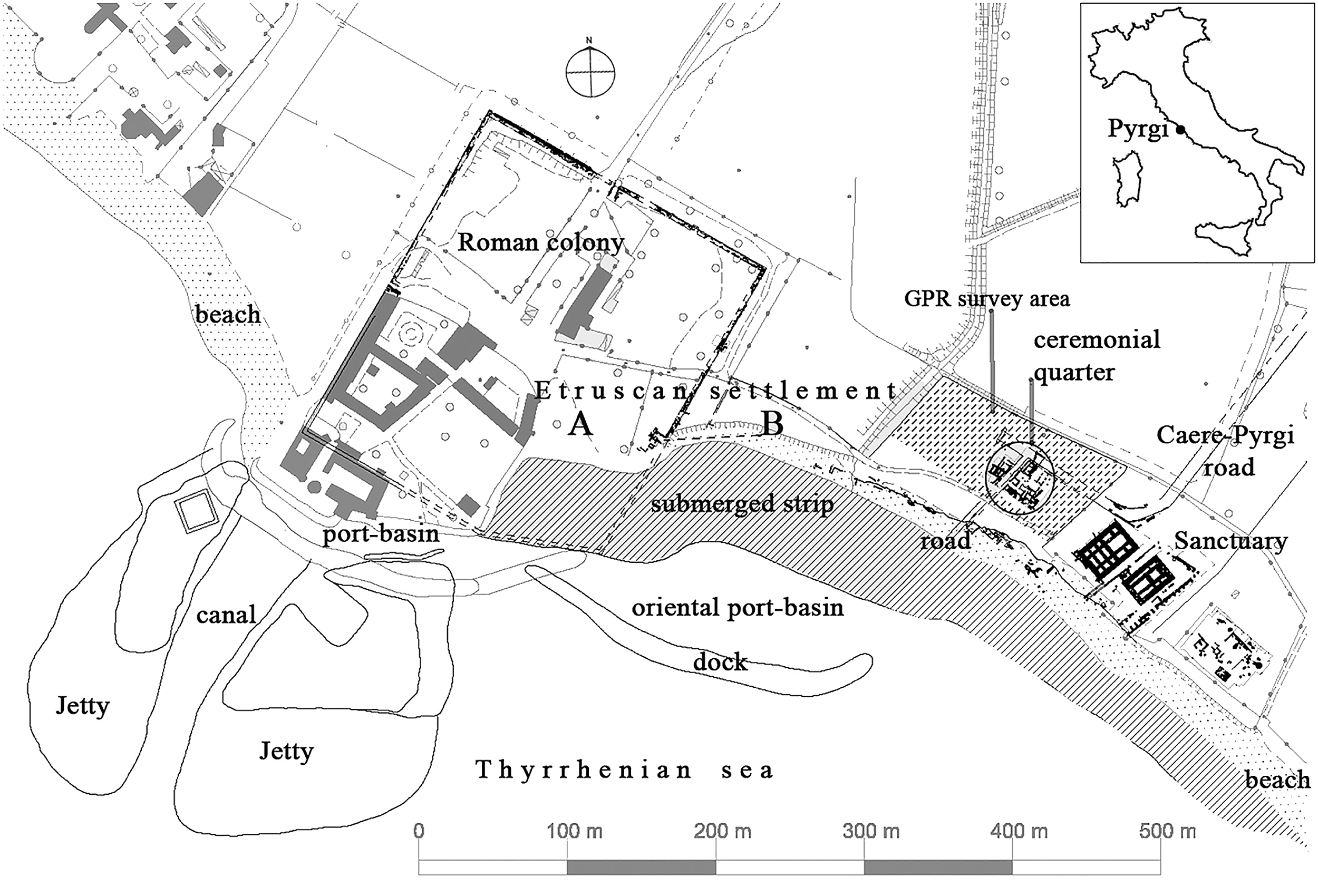
Ausgrabungsstätte von Pyrgi

Pyrgi wurde 1957 bei systematischen Untersuchungen südlich der Festung von Santa Severa gefunden. Davor war der Ort nur aus antiken Quellen (Herodot, Diodorus Siculus, Strabon) bekannt. Im selben Jahr begann auch die erste von heute etwa 30 Grabungskampagnen unter Massimo Pallottino und Giovanni Colonna. Das Heiligtum der Stadt, das vermutlich der Leukothea (von den Etruskern Uni und den Karthagern Astarte genannt) geweiht war, genoss eine überregionale Bekanntheit. Die ältesten Spuren deuten auf eine Besiedelung des Ortes im späten 7. Jahrhundert v. Chr. hin; seit jener Zeit bestand vermutlich auch das Heiligtum, das bei den ersten Grabungen freigelegt wurde. Im Jahre 1983 kam jedoch südlich des bekannten Heiligtums ein weiteres zu Tage, welches hauptsächlich aus Altären bestand. Pyrgi war durch eine 10 m breite und ca. 13 km lange antike Straße mit der Mutterstadt Caere verbunden. 384 v. Chr. wurde die Stadt von Dionysios I. von Syrakus geplündert. Anfang des 3. Jahrhunderts v. Chr. wurde nordwestlich des Heiligtums an einem Küstenvorsprung eine römische Militärkolonie gegründet, die im Mittelalter durch die Festung Santa Severa überbaut wurde. Die sakrale Stätte bestand jedoch bis zum 2./1. Jahrhundert v. Chr. weiter. In der römischen Kaiserzeit wandelte sich Pyrgi zu einem Fischerort, später wurden zahlreiche Sommervillen erbaut.

## Das Heiligtum der Leukothea

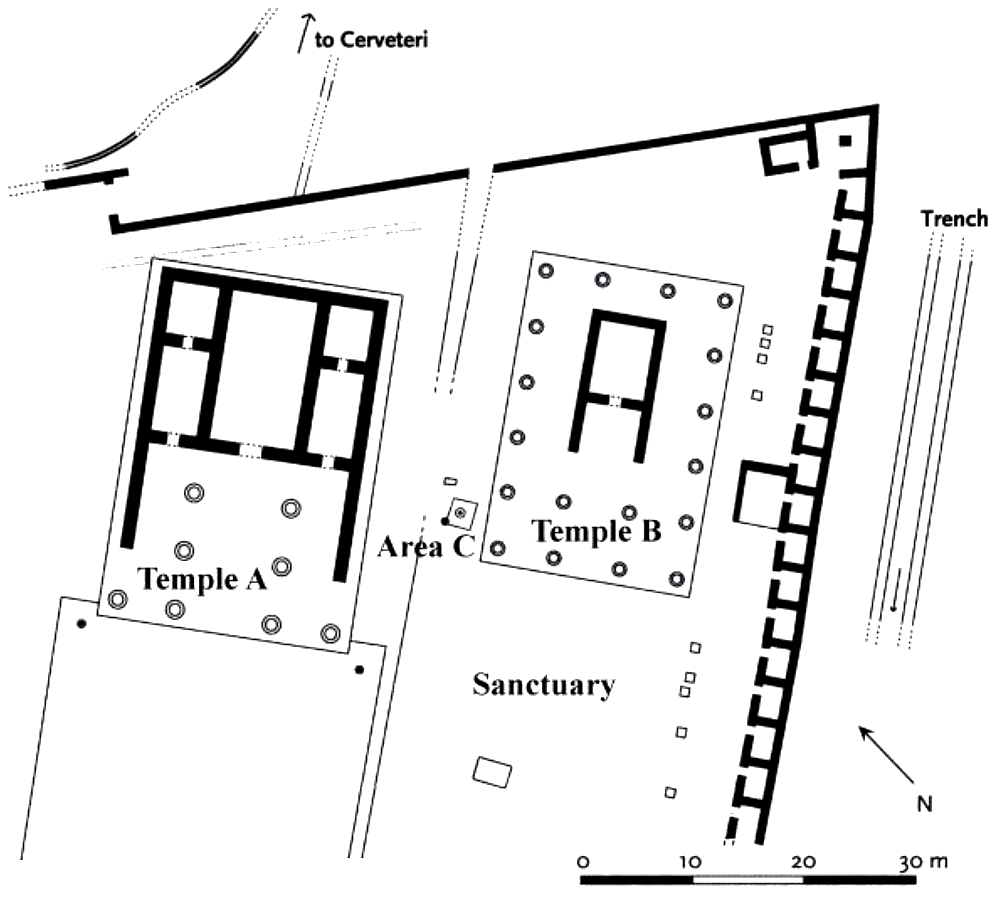
Tempel A und B und die Einfriedung C

Von der etruskischen Siedlung sind lediglich wenige Hausfundamente erhalten, die römische rechtwinklige Kolonie dagegen liegt zum Teil unter dem mittelalterlichen Kastell Santa Severa. Besonders imposant ist das ergrabene Heiligtum, das aus zwei Tempeln (A und B), einer Einfriedung (C) und einem Gebäudekomplex mit mehreren kleinen Kammern besteht. Der frühere Tempel (B) stammt aus dem späten 6. Jahrhundert v. Chr. Er bildete den ersten Schritt zur monumentalen Ausformung des Areals und wurde, vermutlich nach griechischem Vorbild, im Stile eines Peripteros erbaut. Der Tempel gliederte sich in eine Cella mit Pronaos und umlaufender Säulenhalle. Der zweite Tempel (A) wurde um 480 v. Chr. errichtet und entspricht eher dem etruskischen Typus. Er bestand aus einer zentralen Cella mit zwei flankierenden Alae (pars postica) und einer vorgesetzten Säulenhalle (pars antica). Beide Tempel standen parallel zueinander und waren mit der Front zum Meer hin orientiert, also nach Südwesten. Zwischen ihnen befand sich die Einfriedung (C), die gleichzeitig mit dem Tempel (B) datiert werden kann. Da die ehemaligen Gebäude aus Holz und Tuff waren, haben sich lediglich die Fundamente und Teile des Schmuckes erhalten. Die Dächer waren reich mit Antefixen und weiteren Terrakotten geschmückt. Besonders sind die Fragmente eines Antepagments, welches eine Szene aus dem Sagenzyklus der Sieben gegen Theben zeigt.

## Das Antepagment der Sieben gegen Theben

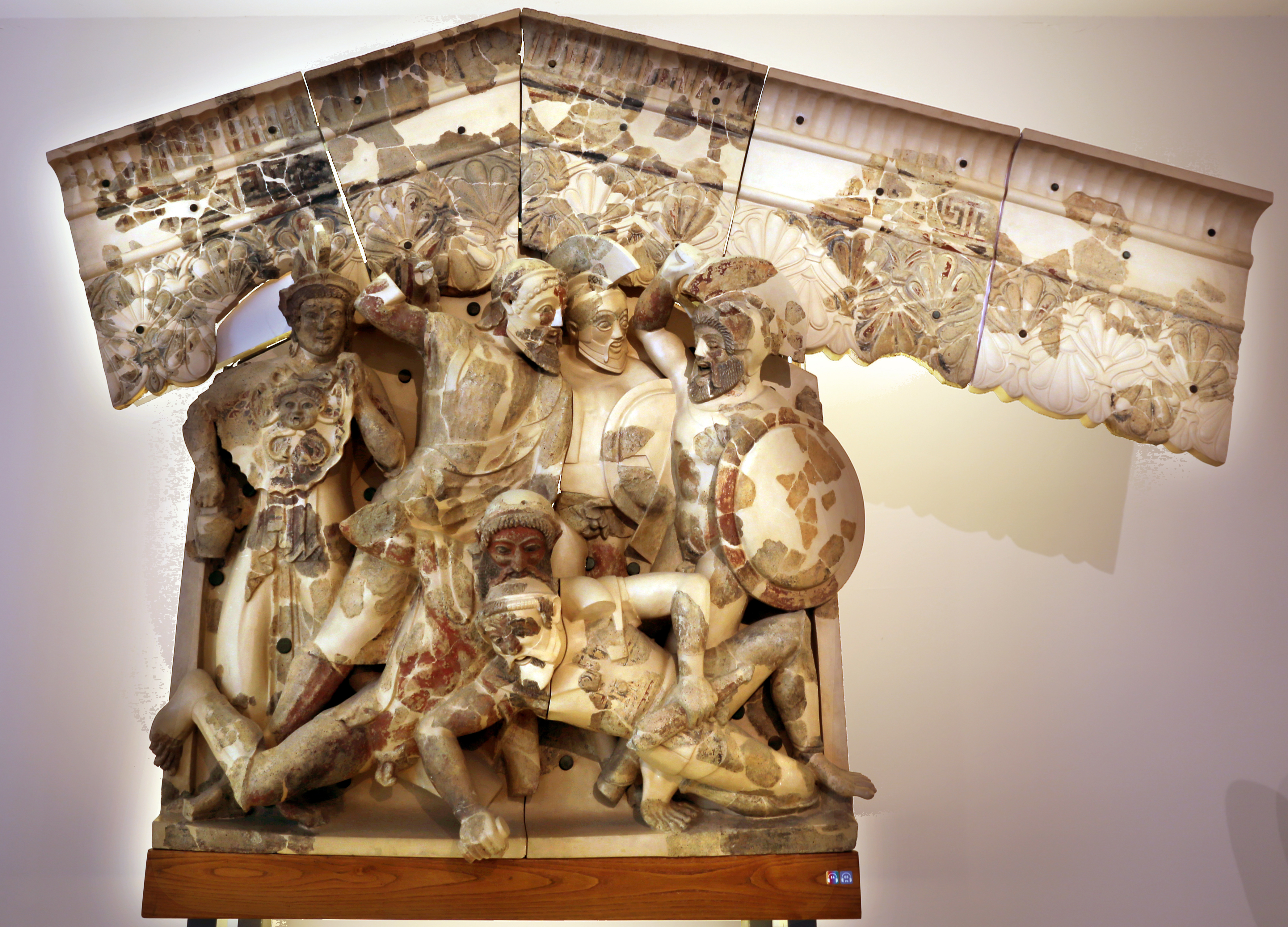
Rekonstruktion des Giebelfelds von Tempel A mit der Tydeus-Szene aus der Schlacht um Theben

Bei den Ausgrabungen am nördlichen der beiden Heiligtümer kamen mehrere Fragmente von Terrakottareliefs zu Tage. Anhand dieser Fragmente konnte ein Antepagment rekonstruiert werden, welches zwei Szenen aus der Schlacht um Theben zeigt. Es war an der Mitte der Rückseite des Tempels A angebracht. Von den anderen fünf Antepagmenten, die diesen Tempel geschmückt haben mussten, kann keines zuverlässig rekonstruiert werden. Das rekonstruierte Antepagment, welches heute im Museo Nazionale Etrusco di Villa Giulia in Rom ausgestellt wird, ist 1,37 m breit, an der Spitze 1,32 m hoch und die Figuren ragen bis zu 40 cm aus dem Relief heraus. Dargestellt sind sechs Figuren, die in zwei Gruppen geteilt werden können. Zum einen die „Athena-Tydeus-Melanippos“-Gruppe und zum andern die „Zeus-Krieger-Kapaneus“-Gruppe.
Die erste Gruppe zeigt eindeutig das Ende des Tydeus, der als einer der Sieben in die Schlacht zog und von Melanippos lebensgefährlich verwundet wurde. Aus Rache für die Verwundung beißt Tydeus dem sterbenden Melanippos in den Kopf. Diese Darstellung ist einzigartig in der Antiken Kunst. Athena, die Schutzgöttin des Tydeus, eilt herbei, um ihrem tödlich verwundeten Schützling die Unsterblichkeit (Athanasia), hier als Kännchen in Athenas rechter Hand dargestellt, zu bringen, doch sie schreckt zurück, als sie die grausame Rachetat des Tydeus sieht und lässt ihn sterben.
Die zweite Gruppe zeigt das Ende des Kapaneus, der ebenfalls gegen Theben zog und beim Übersteigen der Stadtmauer mit einer Leiter rief, dass nicht einmal der Zeus selbst ihn jetzt noch aufhalten könne, Theben zu erobern. Der Göttervater jedoch bestraft ihn für diese Hybris und schleudert ihn mit einem seiner Blitze von der Leiter. Die Darstellung weicht etwas von unseren Überlieferungen ab, da Kapaneus hier nicht auf einer Leiter steht. Zeus hat seinen rechten Arm erhoben und scheint dem frevelhaften Kapaneus gerade seine Blitze entgegenzuschleudern.

## Goldbleche von Pyrgi

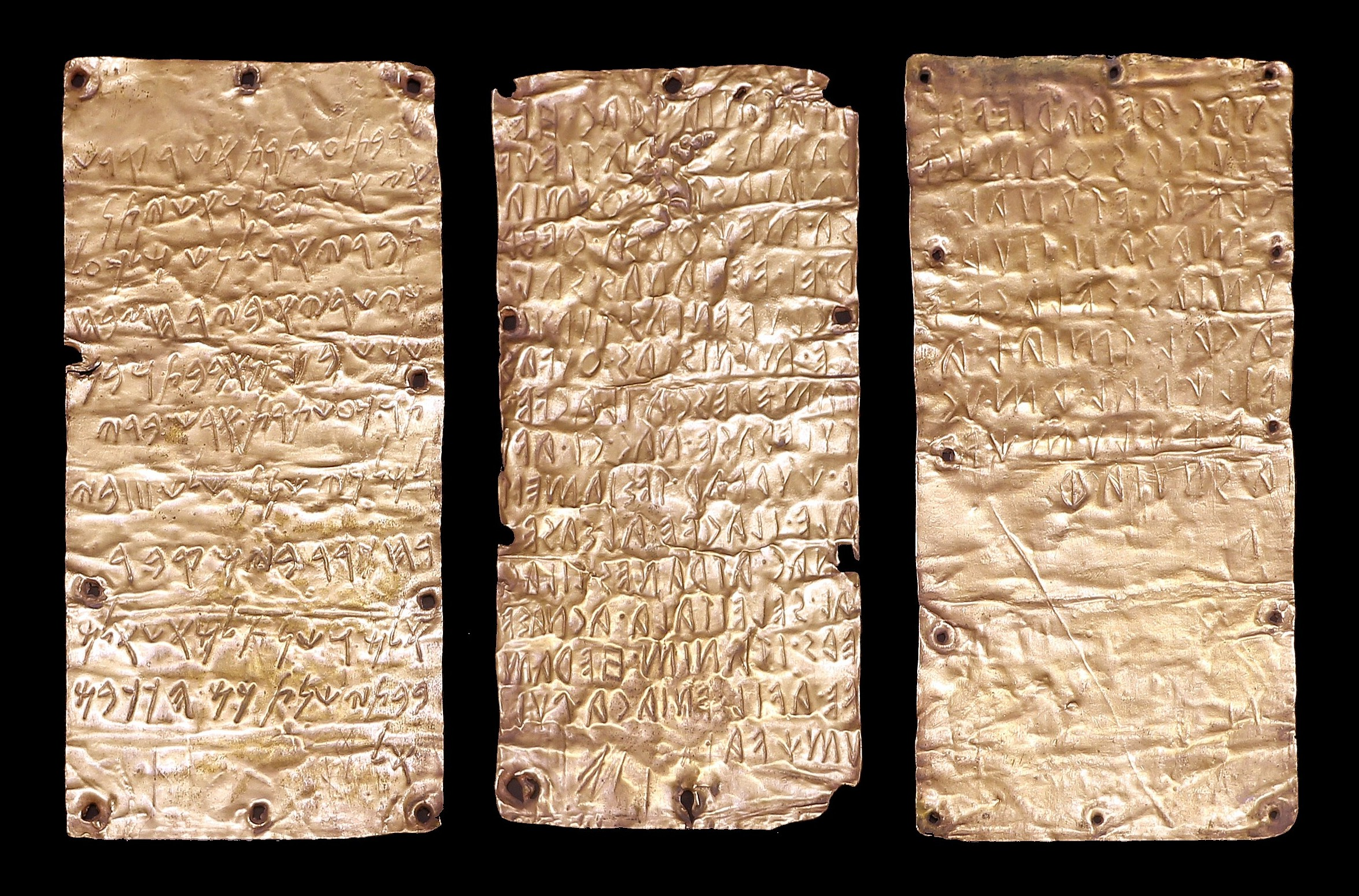
Goldbleche von Pyrgi

1964 brachten die Ausgrabungen von Massimo Pallottino drei dünne Goldbleche zu Tage, zwei davon in etruskischer und eine in phönizischer/altpunischer Sprache. Die längere etruskische und die punische Inschrift haben einen ähnlichen Inhalt, sind im Wortlaut aber nicht identisch. Sie handeln von einem Herrscher aus Caere mit Namen Thefarie Velianas, der in seinem dritten Regierungsjahr an dieser Stelle der Uni (Juno) einen Tempel mit Statue weihte. Diese Handlung sei auf Wunsch oder Befehl der Göttin geschehen. Die kürzere etruskische Inschrift gibt eine Litanei zu den Kulthandlungen wieder. Nagellöcher in den Plättchen beweisen, dass diese einst angeschlagen waren. Die Goldbleche gelten hinsichtlich ihrer Bedeutung für das Verständnis der etruskischen Sprache als herausragender Fund und werden im Museo Nazionale Etrusco di Villa Giulia in Rom ausgestellt.